# Liste des édifices labellisés « Architecture contemporaine remarquable » de la Martinique
Cet article recense les édifices labellisés « Architecture contemporaine remarquable » de la Martinique, en France.
Le label « Architecture contemporaine remarquable » remplace depuis 2016 l'ancien label « Patrimoine du XXe siècle ». Il ne prend en compte que des édifices de moins de 100 ans à la date de labellisation, et qui ne sont pas protégés comme monuments historiques.
Au début 2024, la Martinique compte 23 édifices ainsi labellisés.

## Liste
| Monument                                                               | Commune        | Adresse                                                                                  | Coordonnées                         | Notice     | Date | Illustration                       |
| ---------------------------------------------------------------------- | -------------- | ---------------------------------------------------------------------------------------- | ----------------------------------- | ---------- | ---- | ---------------------------------- |
| Église Saint-Pierre-aux-Liens (de)                                     | Bellefontaine  | Rue de l'Archevêque Varin- de-la-Brunelière Rue Aristide-hardion                         | 14° 40′ 33″ nord, 61° 09′ 49″ ouest | ACR0000792 | 2015 | Église Saint-Pierre-aux-Liens (de) |
| Maison-bateau Torgiléo                                                 | Bellefontaine  | Rue Félix-Eboué 35e maison                                                               | 14° 40′ 21″ nord, 61° 09′ 48″ ouest | ACR0000793 | 2015 | Maison-bateau Torgiléo             |
| École Les Flamboyants                                                  | Ducos          | 37 rue Zizine et des Étages Place André-Aliker                                           | 14° 34′ 30″ nord, 60° 58′ 25″ ouest | ACR0000794 | 2015 | Image manquante Téléverser         |
| Immeuble Édouard-Édouarzi (actuel commissariat de police)              | Ducos          | 8 place Asselin-de-Beauville                                                             | 14° 34′ 33″ nord, 60° 58′ 34″ ouest | ACR0000795 | 2015 | Image manquante Téléverser         |
| Banque Crédit martiniquais (actuelle BRED)                             | Fort-de-France | 17 rue de la Liberté                                                                     | 14° 36′ 15″ nord, 61° 04′ 06″ ouest | ACR0000796 | 2015 | Image manquante Téléverser         |
| Banque des Antilles françaises                                         | Fort-de-France | 28-34 rue Lamartine 39 rue Moreau-de-Jonnès                                              | 14° 36′ 17″ nord, 61° 04′ 11″ ouest | ACR0000806 | 2015 | Image manquante Téléverser         |
| Caisse générale de la sécurité sociale                                 | Fort-de-France | Jardin Desclieux Ruelle de la Sécurité                                                   | 14° 36′ 08″ nord, 61° 02′ 31″ ouest | ACR0000807 | 2015 | Image manquante Téléverser         |
| Chapelle de Béthléem                                                   | Fort-de-France | Place Nardal                                                                             | 14° 36′ 14″ nord, 61° 04′ 06″ ouest | ACR0000797 | 2015 | Image manquante Téléverser         |
| Fort Saint-Louis (Guérite d'entrée)                                    | Fort-de-France | Boulevard du Chevalier de Sainte-Marthe                                                  | 14° 37′ 01″ nord, 61° 03′ 46″ ouest | ACR0000808 | 2015 | Image manquante Téléverser         |
| Galeries Lafayette                                                     | Fort-de-France | 8-10 rue Victor-Schoelcher 32-34 rue Antoine-Siger 29 rue Lamartine                      | 14° 36′ 16″ nord, 61° 04′ 10″ ouest | ACR0000809 | 2015 | Image manquante Téléverser         |
| Hôtel L'Impératrice et pharmacie                                       | Fort-de-France | 15 rue Liberté Rue Antoine-Siger Rue Lamartine                                           | 14° 36′ 14″ nord, 61° 04′ 06″ ouest | ACR0000799 | 2015 | Image manquante Téléverser         |
| Immeuble Antilles                                                      | Fort-de-France | 30-32 rue François-Arago 44 rue Garnier-Pagès                                            | 14° 36′ 15″ nord, 61° 04′ 21″ ouest | ACR0000800 | 2015 | Image manquante Téléverser         |
| Imprimerie officielle (actuel siège du journal France-Antilles)        | Fort-de-France | Place François-Mitterrand Rue Bouillé                                                    | 14° 37′ 30″ nord, 61° 04′ 49″ ouest | ACR0000810 | 2015 | Image manquante Téléverser         |
| Lycée de Bellevue                                                      | Fort-de-France | 8 rue Marie-Thérèse-Gertrude Rue du Petit-Pavois                                         | 14° 36′ 05″ nord, 61° 05′ 09″ ouest | ACR0000802 | 2015 | Image manquante Téléverser         |
| Maison des officiers                                                   | Fort-de-France | Fort Desaix Route du Général-Mangin Route du Général-Brosset                             | 14° 37′ 01″ nord, 61° 03′ 46″ ouest | ACR0000803 | 2015 | Image manquante Téléverser         |
| Maison des syndicats                                                   | Fort-de-France | 4 boulevard du Général-de-Gaulle                                                         | 14° 36′ 22″ nord, 61° 03′ 56″ ouest | ACR0000805 | 2015 | Image manquante Téléverser         |
| Maison Tarin (actuelle maison des sœurs missionnaires du Saint-Esprit) | Fort-de-France | 12 route de l'Entr'aide                                                                  | 14° 37′ 12″ nord, 61° 03′ 22″ ouest | ACR0000804 | 2015 | Image manquante Téléverser         |
| Observatoire météorologique                                            | Fort-de-France | Morne Desaix                                                                             | 14° 37′ 06″ nord, 61° 03′ 50″ ouest | ACR0000811 | 2015 | Image manquante Téléverser         |
| École de filles Mixte A                                                | Le Marin       | Rue Victor-Lamon                                                                         | 14° 28′ 20″ nord, 60° 52′ 08″ ouest | ACR0000814 | 2015 | Image manquante Téléverser         |
| Église Saint-Louis-Marie-Grignon-de-Montfort                           | Rivière-Pilote | Quartier Régale                                                                          | 14° 31′ 50″ nord, 60° 55′ 33″ ouest | ACR0000815 | 2015 | Image manquante Téléverser         |
| Hôtel de ville                                                         | Saint-Pierre   | Rue Caylus Rue de la Banque Rue du Gouverneur-Ponton                                     | 14° 44′ 36″ nord, 61° 10′ 31″ ouest | ACR0000816 | 2015 | Image manquante Téléverser         |
| Maison Roy-Camille (actuel centre médico-psychologique)                | Saint-Pierre   | 115 rue Victor-Hugo Rue Saint-Jean-de-Dieu                                               | 14° 44′ 28″ nord, 61° 10′ 33″ ouest | ACR0000817 | 2015 | Image manquante Téléverser         |
| Lotissement Petit-Paradis                                              | Schœlcher      | Avenue du Petit-Paradis Re des Rameaux Rue du Révérend-Père-Charles-Amalric Plateau Fofo | 14° 37′ 05″ nord, 61° 05′ 11″ ouest | ACR0000818 | 2015 | Image manquante Téléverser         |